# Дона Арес
Азра Колаковић (Бихаћ, 1. јануар 1977 — Бихаћ, 2. октобар 2017), познатија под уметничким именом Дона Арес (изв. Donna Ares), била је босанскохерцеговачка певачица забавне музике.

## Биографија
Рођена је 1. јануара 1977. године у Бихаћу, а музиком је почела да се бави као дете. Потиче из музичке породице; њена мајка свирала је клавир, а отац је био гитариста. Још као мала наступала је на дечијим фестивалима музике, а са 14 година са рок бендом Camino Verde (Камино верде) у локалним дискотекама, као певачица. Са шеснаест година написала је своје прве текстове и снимила своју прву песму. Завршила је музичку школу, а студирала енглески језик и књижевност.
Године 1997. први пут је наступала под псеудонимом Donna Ares (Дона Арес) на хрватском избору песме за Песму Евровизије, а исте године остварује велики успех песмом Казна на фестивалу у Бихаћу, након којег су њени хитови били високо рангирани на музичким листама у Босни и Херцеговини.
Године 1998. снима свој први студијски албум Ти ме више не волиш у Дуизбургу, а 2000. године дует са певачем Халидом Бешлићем, под називом Свирај нешто народно.
Године 2005. доживела је велики успех у Србији, песмом То ми није требало, а након Србије, у Хрватској, Словенији, Македонији и Црној Гори постигла је значајан успех и одржала више концерата. Године 2015. издала је књигу Соба за никога.
Преминула је 2. октобра 2017. године у 41. години живота након трогодишње тешке борбе са карциномом.

## Дискографија

### Студијски албуми
- Ти ме више не волиш (1998)
- Чувај се, душо (2002)
- Џекпот (2004)
- Немам разлога за страх (2006)
- Повратка нема (2011)

### Албуми уживо
- Дона 2000 (2000)
- Микс III (2003)

### Компилације
- The best of (2003)
- Best of Donna Ares[5] (2006)
- 10 година са вама (2007)
- The Best Of Donna Ares / Желим да те гледам[6] (2010)

## Фестивали
- 1997. Дора, Опатија — Задња ноћ
- 1997. Бихаћ — Казна
- 1998. Бихаћ — Реци ми да знам
- 2000. Форте, Сарајево — Свирај нешто народно (дует са Халидом Бешлићем)
- 2008. Гранд фестивал — Свједок